# 托比亚斯·施蒂勒
托比亚斯·施蒂勒（德語：Tobias Stieler，1981年7月2日—）是一位德国足球裁判，现注册于黑森足球协会辖下的奥芬巴赫罗森赫尔体育俱乐部（SG Rosenhöhe Offenbach）。他是FIFA认证的国际裁判，同时也是UEFA的一级裁判组成员。

## 裁判生涯
作为奥芬巴赫罗森赫尔体育俱乐部（SG Rosenhöhe Offenbach）的注册会员，施蒂勒是在1995年于当地的裁判协会完成了新人培训，并自2004年起成为德国足协裁判。他的德乙首秀是2009-10赛季，在帕德博恩07对阵凯泽斯劳滕的比赛中担当主裁判。2012年2月17日，施蒂勒又在霍芬海姆1899对阵美因茨05的比赛中首次执法德甲联赛。他是取代了因自杀未遂而被德甲裁判名单除名的巴巴卡·拉法蒂。
2014年，施蒂勒与另一位德国裁判巴斯蒂安·丹克特一同入选FIFA国际裁判名录。他们分别替换了因年龄原因退役的弗洛里安·梅耶和托尔斯滕·金赫费尔。

## 个人生活
施蒂勒的主职是一位律师，现居住在汉堡。